# 芒神 (漫畫)
《芒神》是臺灣漫畫家奕辰的漫画，題材發想自台灣民間傳說中的魔神仔，原於台灣角川《FORCE原力誌》連載，現在改於KADOKAWA漫畫網站《ComicWalker》連載，並有日文翻譯版。

## 劇情簡介
敘述比人類還早出現在世界上的種族芒神，擁有特殊的神力與先進的科技，但由於種族數量稀少且繁殖能力差，進而瀕臨滅絕。在人類數量優勢下，芒神公會要求芒神隱藏身分與人類和平共存，部份極端分子不滿此一政策而脫離公會恣意妄為並自稱魔神，許多難以解釋的離奇命案、意外事故、嚴重災害，經常是魔神所為。

## 登場人物

### 北區芒神公會
擎天
北區芒神公會會長，具有驚人的力量而且刀槍不入，不但能拉住脫軌的火車強行拖放至隔條鐵軌繼續安全行駛，還能徒手打下子彈甚至接下手榴彈。
因破壞力高時常在任務中毀損許多公物造成公會赤字居高不下。
味覺異於常人，不但能面不改色地吃完甜鹹胡亂混合的食物（例如淋上醬油的聖代），還覺得非常美味。
七星
擎天的哥哥。神力是使用頭上的豆芽製造一個自己的分身「豆芽七星」，但只能維持七分鐘，而且豆芽要三天才會長回來，所以非到重要關頭不會隨便使用。
喜歡電玩，非常愛吃聖代，經常在速食店點餐只點大量的聖代而且不幫擎天點正餐，擎天因此經常無法好好吃一頓正餐（鹹食）而感到氣憤。
韓渺渺
基海高中學生，個性沉默寡言。神力是隔空操控水，也能讓水瞬間結冰。
每次考試都得60分，在學校裡有「六十分女王」的稱號。隨身攜帶一本狄克森片語隨時背誦。討厭下雨。
卡西歐
花花銀行信用卡推銷員。神力是隔空操控寫有自己姓名的紙張。
非常討厭被別人說長得可愛，一旦聽到這種話必定大發雷霆；有時為了公會事務被迫穿女裝，對此也極度排斥。

### 魔星人遊戲工作室
魔星人
工作室負責人、製作人，得意作品是手機遊戲「勇者菜刀」。
比爾辮子
負責遊戲程式，對做家事也很有一套，在工作室裡除了寫程式還要兼做許多雜務。
紙箱王
美術人員。遇到七星前頭上一直套著紙箱，所以魔星人跟比爾辮子都叫她紙箱王，真實身分為獅耳家桃樂獅。

### 南區芒神公會
雨漸耳
芒神南區公會會長，黑髮獅耳，帶有病容經常咳嗽。武器是獅耳傳家雙劍 卻神劍、破骸劍。食量頗大。
雲皇劍臣
雨漸耳的神力，擁有具劍形象武器的最高支配權。
霞喀朗
湯姆克魯獅
桃樂獅

### 芒神公會總部
雷托
芒神公會副總會長，桃樂獅和雨漸耳的父親。
娜芙
芒神公會總醫療長，具備驚人的醫術同時也經營著一間女性醫美中心

### 獅耳家
芒神族的名門，善於戰鬥且自古以來擔任著維持芒神族秩序的工作。共13名成員，有11名擔任芒神公會幹部：總部3名，北區0名，南區4名，東區1名，外派3名。已登場的角色有：
雷托
雨漸耳
桃樂獅
霞喀朗
湯姆克魯獅
鑄劍婆婆
睡獅羅漢

### 魔神
蒺藜
穿楊
夢八百
巴提尼
阿流雨燕

### 人類
歐陽瑩
毛小荳
比拉夫
艾咪
雨衣大盜

## 榮譽
- 2011年金漫獎最佳潛力獎入圍。
- 2012年金漫獎最佳潛力獎優勝。

## 出版書籍
| 卷數 | 台灣角川       | 台灣角川               | 天闻角川     | 天闻角川               |
| 卷數 | 發售日期       | ISBN                   | 發售日期     | ISBN                   |
| ---- | -------------- | ---------------------- | ------------ | ---------------------- |
| 1    | 2013年5月15日  | ISBN 978-986-325-346-4 | 2013年9月5日 | ISBN 978-7-5356-6488-4 |
| 2    | 2013年12月14日 | ISBN 978-986-325-742-4 | 停止出版     | 停止出版               |
| 3    | 2014年8月7日   | ISBN 978-968-366-095-8 | 停止出版     | 停止出版               |
| 4    | 2015年11月25日 | ISBN 978-986-366-762-9 | 停止出版     | 停止出版               |
| 5    | 2017年5月25日  | ISBN 978-986-473-569-3 | 停止出版     | 停止出版               |

## 外部連結
- 芒神的Facebook專頁
- ComicWalker 芒神 （页面存档备份，存于）